# 弗尔德
下莱茵地区弗尔德（德語：Voerde (Niederrhein)），通称弗尔德（德語：Voerde，發音：[ˈføːɐ̯də] ⓘ），是德国北莱茵-威斯特法伦州杜塞尔多夫行政区韦瑟尔县的城市，面积43.5平方千米，2023年12月31日人口为36,282人。

## 地名
该地名“Voerde”的发音为[ˈføːɐ̯də] ⓘ，“oe”相当于字母“ö”，根据实际发音其应译作“弗尔德”（另见同县城市默爾斯 (Moers)），《世界地名翻译大辞典》中将其误译作“费尔德”，而《世界地名译名词典》中则已修正为“弗尔德”。